# Ib-prisen
Ib-prisen er en ekstern pris, der uddeles af Danmarks Film Akademi ved den årlige Robertfest. Prisen blev første gang uddelt i 2013 og er navngivet efter Ib Tardini.
Prisen tildeles "[...] en skuespiller, filminstruktør eller en anden filmmedarbejder, der tænker utraditionelt. Prisen skal hædre det politisk ukorrekte i dansk film, det modige, det skæve. Alt det som Ib selv står for", som Annette K. Olesen udtalte i forbindelse med lanceringen af prisen.

## Modtagere
- 2013: Ronnie Fridthjof
- 2015: Sigrid Dyekjær
- 2016: Signe Byrge Sørensen
- 2017: Jacob Jarek
- 2018: Katja Adomeit
- 2019: Per Holst
- 2021: Lise Lense-Møller
- 2022: Monica Hellström
- 2023: Katrin Pors, Eva Jakobsen & Mikkel Jersin (Snowglobe)
- 2024: Sara Stockmann